# فضل‌الله بهرامی
فضل‌الله بهرامی (۱۲۷۳–۱۳۴۵) دولتمرد دوران پهلوی بود.
پدرش میرزا اسماعیل عمادالممالک اهل طرخوران تفرش بود که سمت پیشکاری حاکمان مختلفی را در چند ولایت عهده‌دار شد. فضل‌الله در مدارس شرف، تربیت، آلیانس و مدرسه آلمانی تهران تحصیل کرد و در سال ۱۲۹۴ خورشیدی به عنوان کارمند اداری و مترجم در نظمیه (شهربانی) استخدام شد. پس از چندی درجه افسری دریافت کرد و به مشاغلی همچون ریاست اداره زندان‌ها، ریاست بازرسی و ریاست اداره سیاسی و آگاهی اشاره کرد.
در سال ۱۳۱۲ بهرامی در حالی که درجه سرهنگی داشت، شهردار تهران شد، در سال ۱۳۱۷ به ریاست ثبت احوال منصوب شد و تا شهریور۱۳۲۰ در آن پست باقی ماند. در مهر۱۳۲۰ برای بار دوم شهردار تهران شد و پنج ماهی در این سمت بود تا اینکه علی سهیلی در هجدهم اسفند آن سال او را به عنوان وزیر پست و تلگراف کابینه خود به مجلس معرفی کرد.
دولت سهیلی در هشتم امرداد ۱۳۲۱ استعفا کرد و دولت قوام‌السلطنه روی کار آمد. کمتر از شش ماه بعد، قوام‌السلطنه با ترمیم کابینه‌اش بهرامی را در اول بهمن به عنوان وزیر کشور به مجلس معرفی کرد. دوران وزارت کشور بهرامی به بیست روز نکشید و در همین بهمن ماه، دولت قوام سقوط کرد.
بهرامی پس از پایان وزارتش حدود ده سال در استان‌های کرمان، فارس، اصفهان، خوزستان و سپس خراسان استاندار بود تا اینکه به بازنشستگی نائل آمد. پس از بازنشستگی به اروپا رفت و تحصیلات خود را در رشته حقوق ادامه داد.
بهرامی مدیرت مجله پلیس ایران را در شهربانی بر عهده داشت.